# Polygon (сайт)
Polygon — американський вебсайт, спеціалізується на рецензуванні відеоігор, а також висвітленням актуальних новин у ігровій індустрії. Засновано організацією Vox Media 24 жовтня 2012 року.

## Історія
Ігровий сайт Polygon засновано 24 жовтня 2012 року американською компанією Vox Media. Сайт базується на архітектурі іншого сайту компанії The Verge, відкритого роком раніше, позиціонувався як спортивний блог мережі SB Nation аж до кінцевого формування Vox Media.
Для початку роботи над сайтом Джим Банкофф, генеральний директор Vox Media, в 2011 році почав співробітництво з головним редактором Joystiq Крістофером Грантом. Для швидкого залучення аудиторії (від 18 до 49 років) Банкофф відбирав ігри згідно вертикальній маркетинговій системі, беручи також до уваги ігри, котрі зачіпають зростаючий мобільний ринок відеоігор та різноманітних соціальних мереж. «Forbes» описали дії Банкоффа як «серйозну претензію на частку в сучасній ігровій журналістиці».

## Вміст
На сайті публікуються новини ігрової індустрії, новини різноманітних заходів та виставок, рецензії та огляди. Редактори сайту, як вказано в джерелі, прагнуть виділити свій контент серед інших сайтів ігрових новин, зосередивши свою увагу на людях, котрі розробляють ігри та грають в них, а не лише на самих іграх.